# Función homogénea
En matemáticas, una función homogénea es una función tal que, si todos sus argumentos se multiplican por un escalar, entonces su valor se multiplica por alguna potencia de este escalar, llamado grado de homogeneidad, o simplemente el grado; es decir, si k es un número entero, una función f de variables n es homogénea de grado k si
{\displaystyle f(sx_{1},\ldots ,sx_{n})=s^{k}f(x_{1},\ldots ,x_{n})}
para cada {\displaystyle x_{1},\ldots ,x_{n},} y {\displaystyle s\neq 0.}
Expresado de otra manera, es una función que presenta un interesante comportamiento multiplicativo de escala: si todos los argumentos se multiplican por un factor constante, entonces el valor de la función resulta ser un cierto número de veces el factor multiplicativo elevado a una potencia. Dicha potencia es el grado de la función homogénea (véase Definición formal).

## Definición formal
Supongamos una función cuya definición es {\displaystyle f:V\rightarrow W} entre dos espacios vectoriales sobre el mismo cuerpo {\displaystyle F}. Entonces se dice que {\displaystyle f\,} es homogénea de grado k si:

{\displaystyle f(\alpha \mathbf {v} )=\alpha ^{k}f(\mathbf {v} ),\qquad \forall \alpha \in F\setminus \{0\},\quad \forall \mathbf {v} \in V}

## Ejemplos

### Las funciones lineales
Cualquier función lineal {\displaystyle f:V\rightarrow W\,} es homogénea de grado 1, puesto que por definición se tiene:

{\displaystyle f(\alpha \mathbf {v} )=\alpha f(\mathbf {v} )}

para todo {\displaystyle \alpha \in F} y {\displaystyle \mathbf {v} \in V}. Del mismo modo, cualquier función multilineal {\displaystyle f:V_{1}\times \ldots \times V_{n}\rightarrow W} es homogénea de grado n, por definición.

{\displaystyle f(\alpha \mathbf {v} _{1},\ldots ,\alpha \mathbf {v} _{n})=\alpha ^{n}f(\mathbf {v} _{1},\ldots ,\mathbf {v} _{n})}

para todo {\displaystyle \alpha \in F} y {\displaystyle \mathbf {v} _{1}\in V_{1},\ldots ,\mathbf {v} _{n}\in V_{n}}. Se sigue que la n-ésima derivada de Fréchet de una función {\displaystyle f:X\rightarrow Y} entre dos espacios de Banach {\displaystyle X\,} y {\displaystyle Y\,} es homogénea de grado {\displaystyle n\,}.

### Polinomios homogéneos
Los monomios de {\displaystyle n} variables reales definen funciones homogéneas{\displaystyle f:\mathbb {R} ^{n}\rightarrow \mathbb {R} }. Por ejemplo,

{\displaystyle f(x,y,z)=x^{5}y^{2}z^{3}\,}

es homogénea de grado 10 puesto que:

{\displaystyle f(\alpha x,\alpha y,\alpha z)=(\alpha x)^{5}(\alpha y)^{2}(\alpha z)^{3}=\alpha ^{10}x^{5}y^{2}z^{3}=\alpha ^{10}f(x,y,z)\,}

Un polinomio homogéneo es un polinomio tal que todos sus términos tienen el mismo grado. Por ejemplo, 

{\displaystyle x^{5}+2x^{3}y^{2}+9xy^{4}\,}

es un polinomio homogéneo de grado 5.

## Propiedades
- El teorema de Euler sobre funciones homogéneas establece:

| Supongamos que una función {\displaystyle f:\mathbb {R} ^{n}\rightarrow \mathbb {R} } es infinitamente diferenciable. Entonces f es homogénea de grado k si y sólo si: {\displaystyle \mathbf {x} \cdot \nabla f(\mathbf {x} )=kf(\mathbf {x} )}. |

- Teorema: Sea {\displaystyle f:\mathbb {R} ^{n}\rightarrow \mathbb {R} } es diferenciable y homogénea de grado k. Entonces sus derivadas parciales de primer orden {\displaystyle \partial f/\partial x_{i}} son funciones homogéneas de grado k-1. es decir

{\displaystyle {\frac {\partial }{\partial x_{i}}}f(\alpha \mathbf {x} )=\alpha ^{k-1}{\frac {\partial }{\partial x_{i}}}f(\mathbf {x} )}
Este resultado se prueba de la misma manera que el teorema de Euler.
| Demostración |
| Sea {\displaystyle x\in \mathbf {R} ^{n}} y la función {\displaystyle f(x_{1},x_{2},...x_{n})} homogénea. Por homogeneidad de la función{\displaystyle f} se sabe que {\displaystyle f(\alpha \mathbf {x} )=\alpha ^{k}f(\mathbf {x} )} Se define {\displaystyle \mathbf {y} \in \mathbf {R} ^{n}} como {\displaystyle y=\alpha x}. Reemplazando la {\displaystyle \mathbf {y} } en la expresión anterior nos queda: {\displaystyle f(\mathbf {y} )=\alpha ^{k}f(\mathbf {x} )} Se deriva ambos lados de la igualdad con respecto a {\displaystyle x_{i}\,} {\displaystyle {\frac {\partial }{\partial x_{i}}}f(\mathbf {y} )={\frac {\partial }{\partial x_{i}}}\alpha ^{k}f(\mathbf {x} )} por regla de la cadena la expresión se vuelve: {\displaystyle {\frac {\partial }{\partial y_{i}}}f(\mathbf {y} ){\frac {\partial y_{i}}{\partial x_{i}}}=\alpha ^{k}{\frac {\partial }{\partial x_{i}}}f(\mathbf {x} )} Sustituyendo nuevamente {\displaystyle y=\alpha x}: {\displaystyle {\frac {\partial }{\partial y_{i}}}f(\mathbf {\alpha x} ){\frac {\partial (\alpha x_{i})}{\partial x_{i}}}=\alpha ^{k}{\frac {\partial }{\partial x_{i}}}f(\mathbf {x} )} {\displaystyle {\frac {\partial }{\partial x_{i}}}f(\mathbf {\alpha x} )\alpha =\alpha ^{k}{\frac {\partial }{\partial x_{i}}}f(\mathbf {x} )} y finalmente da el resultado que se quiere obtener: {\displaystyle {\frac {\partial }{\partial x_{i}}}f(\alpha \mathbf {x} )=\alpha ^{k-1}{\frac {\partial }{\partial x_{i}}}f(\mathbf {x} )} |

## Aplicación a las EDOs
La substitución {\displaystyle v=y/x} convierte la ecuación diferencial ordinaria (EDO)

{\displaystyle I(x,y){\frac {\mathrm {d} y}{\mathrm {d} x}}+J(x,y)=0,}

Donde {\displaystyle I\,} y {\displaystyle J\,} son funciones homogéneas del mismo grado, en la ecuación diferencial separable: 

{\displaystyle x{\frac {\mathrm {d} v}{\mathrm {d} x}}=-{\frac {J(1,v)}{I(1,v)}}-v}